# Диамантини, Джузеппе
Джузеппе Диамантини (итал. Giuseppe Diamantini; 1621[…], Фоссомброне, Марке — 11 ноября 1705[…], Венеция) — итальянский рисовальщик, живописец, поэт и художник-гравёр, мастер офорта, венецианской школы эпохи барокко.

## Биография

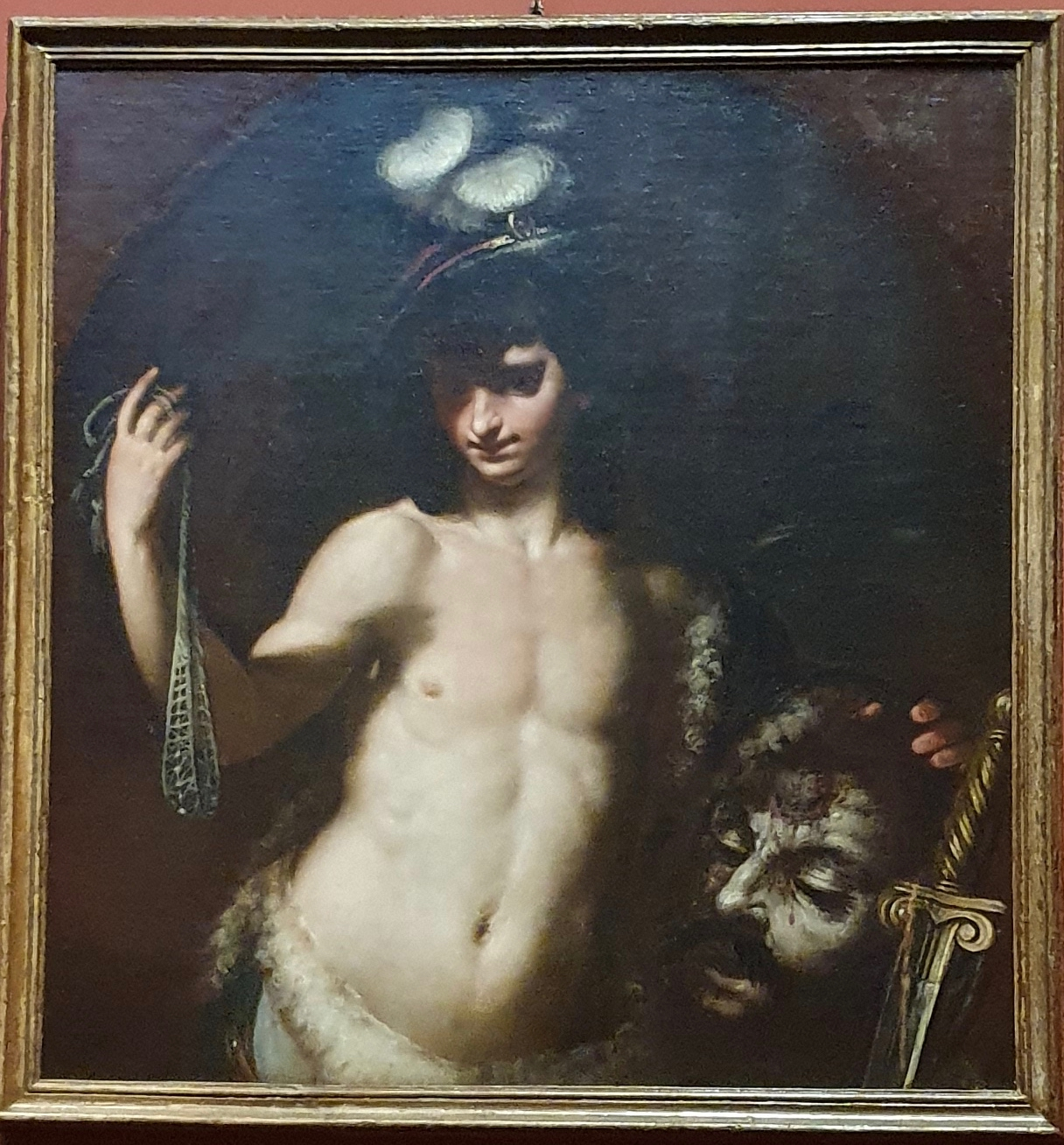
Давид с головой Голиафа. Холст, масло. Музей Каподимонте, Неаполь. Вариант: Галерея старых мастеров, Дрезден

Джузеппе Диамантини родился в 1623 году в Фоссомброне, регион Марке, в семье Винченцо Диамантини и Виттории Амичи. Обучался живописи в Болонье в мастерской Джованни Андреа Сирани. Его брат Леонардо был каллиграфом, рисовальщиком-миниатюристом и учителем танцев, а другой брат, Альдебрандо Антонио, был каллиграфом, учителем фехтования и танцором.
В источниках долгое время существовали расхождения как по поводу имени художника (Джузеппе или Джованни), так и по поводу дат его жизни (1621—1705; 1660—1708 или 1660—1722).
Из сочинения К. Ч. Мальвазиа «Фельсина-художница: Жизнеописания болонских живописцев» (Lа Felsina Pittrice: Vite e ritratti de’ pittori Bolognesi, 1677—1678) известно, что Джузеппе Диамантини превыше всего ценил живопись «болонцев» и особенно восхищался работами Лодовико Карраччи, фрески которого он изучал в монастыре Сан-Микеле-ин-Боско.
Закончив обучение, художник переехал в Венецию, где проживал до 1698 года. В городе лагуны он работал живописцем и гравёром, в основном для частных лиц, а также распространял свою деятельность на соседние города (его работы задокументированы в Ровиго и Вероне), в то время как его произведения для общественных зданий и церквей, по-видимому, были более ограниченными. В Венеции он пользовался покровительством венецианских патрициев, а в 1663 году был удостоен звания рыцаря Святого Георгия, вероятно, императором Леопольдом I.
В Венеции Диамантини расписал плафон церкви Сан-Джованни-Кризостомо и создал фреску «Поклонение волхвов» для церкви Сан-Моизе. Он также создал росписи на мифологические сюжеты для венецианского дворца Гритти. Две работы художника, изображающие святых Георгия и Себастьяна, ныне находятся в сакристии церкви Сан-Филиппо в его родном Фоссомброне.
Джованни Диамантини был учителем Розальбы Каррьеры, одной из самых выдающихся женщин-художниц своего поколения. Помимо живописи, он также пробовал себя в поэзии, но успехов не достиг. Двое братьев художника также переехали в область Венето. С годами Диамантини работал всё меньше из-за ослабления зрения. В 1698 году, уже почти ослепший, он вернулся в Фоссомброне, где и умер 11 ноября. 1705 год, что подтверждается Книгой умерших, хранящейся в архивах собора Фоссомброне (том с 1625 по 1725 год, стр. 306, где среди прочего указывается, что художнику на момент смерти было 84 года).

## Творчество
Самой известной живописной работой Диамантини, по всей вероятности, является картина «Давид с головой Голиафа» (Дрезденская картинная галерея). Кроме того, картины « Каин и Авель» и «Видение святого Ромуальда» находятся в Венеции в музее Коррер, а «Купидон», написанный по заказу графа Ринальдо Сильвестри из Ровиго, хранится в пинакотеке католической семинарии этого города.
В целом, живописное наследие Диамантини сохранилось плохо или не достаточно выявлено, однако большое число подготовительных рисунков, выполненных художником, позволяет предполагать, что изначально существовало гораздо больше его живописных произведений. Диамантини плодотворно работал также как гравёр. Первоначально, только прибыв в Венецию, он добился известности, создав в технике офорта обложку для издания либретто оперы «Лингано» Камилло Контарини.
Согласно ЭСБЕ:

Занимаясь гравированием, он исполнил более 40 листов — скорее ловких набросков, чем оконченных офортов, отличающихся, однако, красивостью форм, выразительностью голов и одушевленностью движения фигур. Лучшими из этих гравюр считаются: «Пять Муз», «Бахус», «Церера и Венера», «Брак в Кане Галилейской» и «Рождество Христово».
— Диамантини, Джиузеппе или Джиованни // Энциклопедический словарь Брокгауза и Ефрона : в 86 т. (82 т. и 4 доп.). — СПб., 1890—1907.
Современные исследователи насчитывают до 65 гравюр Диамантини. Для гравюр он использовал собственные рисунки на сюжеты Ветхого и Нового Завета, а также из античной мифологии. Ныне рисунки и гравюры Диамантини хранятся в фондах многих музеев мира, таких, как Государственный Эрмитаж, Лувр, венская галерея Альбертина, Бременская картинная галерея и уже упоминавшийся ранее венецианский музей Коррер.

## ГалереяофортовДжузеппе Диамантини. 1650–1700.Метрополитен-музей, Нью-Йорк

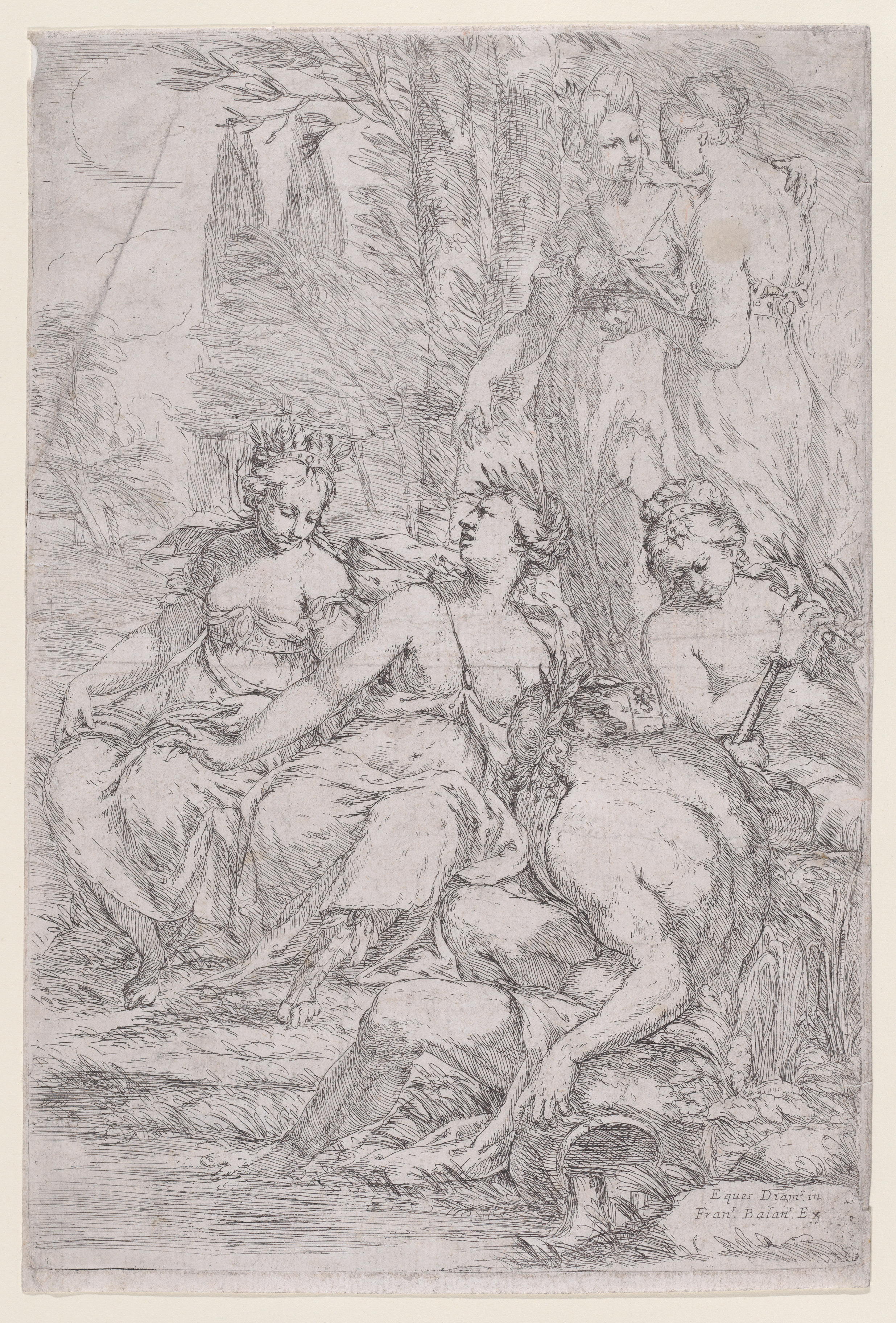
Пять муз и речное божество.
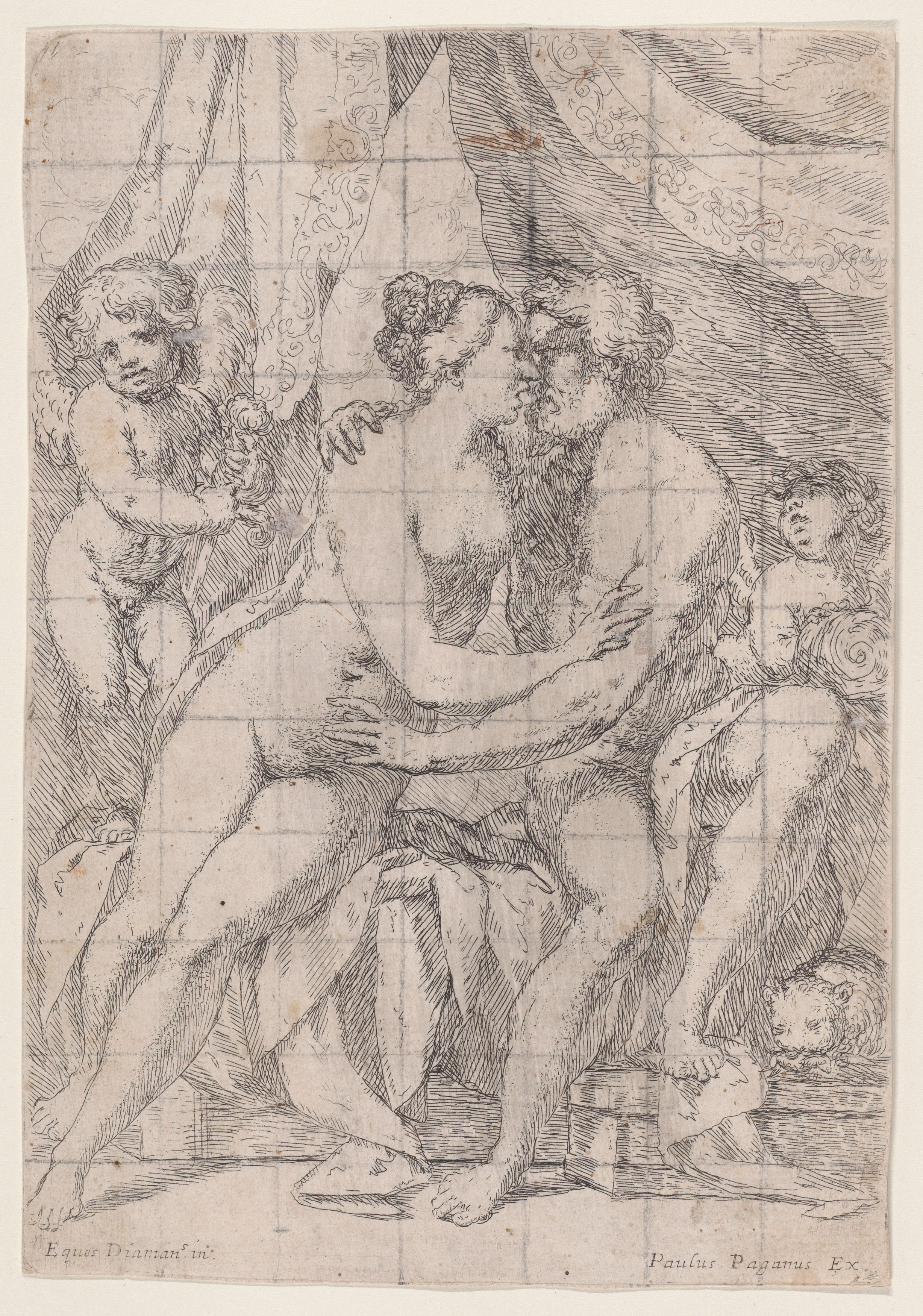
Венера, Марс и путти
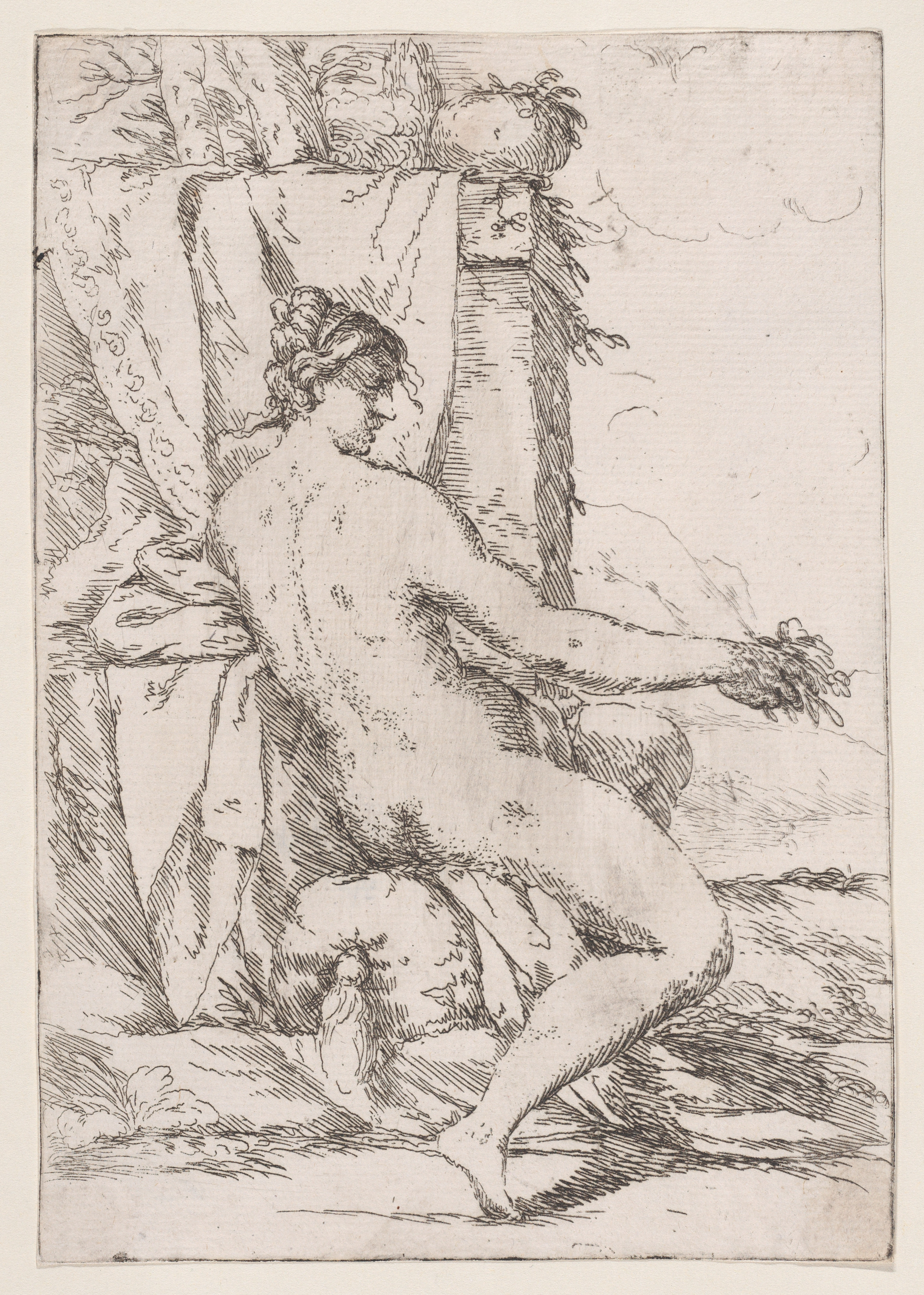
Сидящая женщина
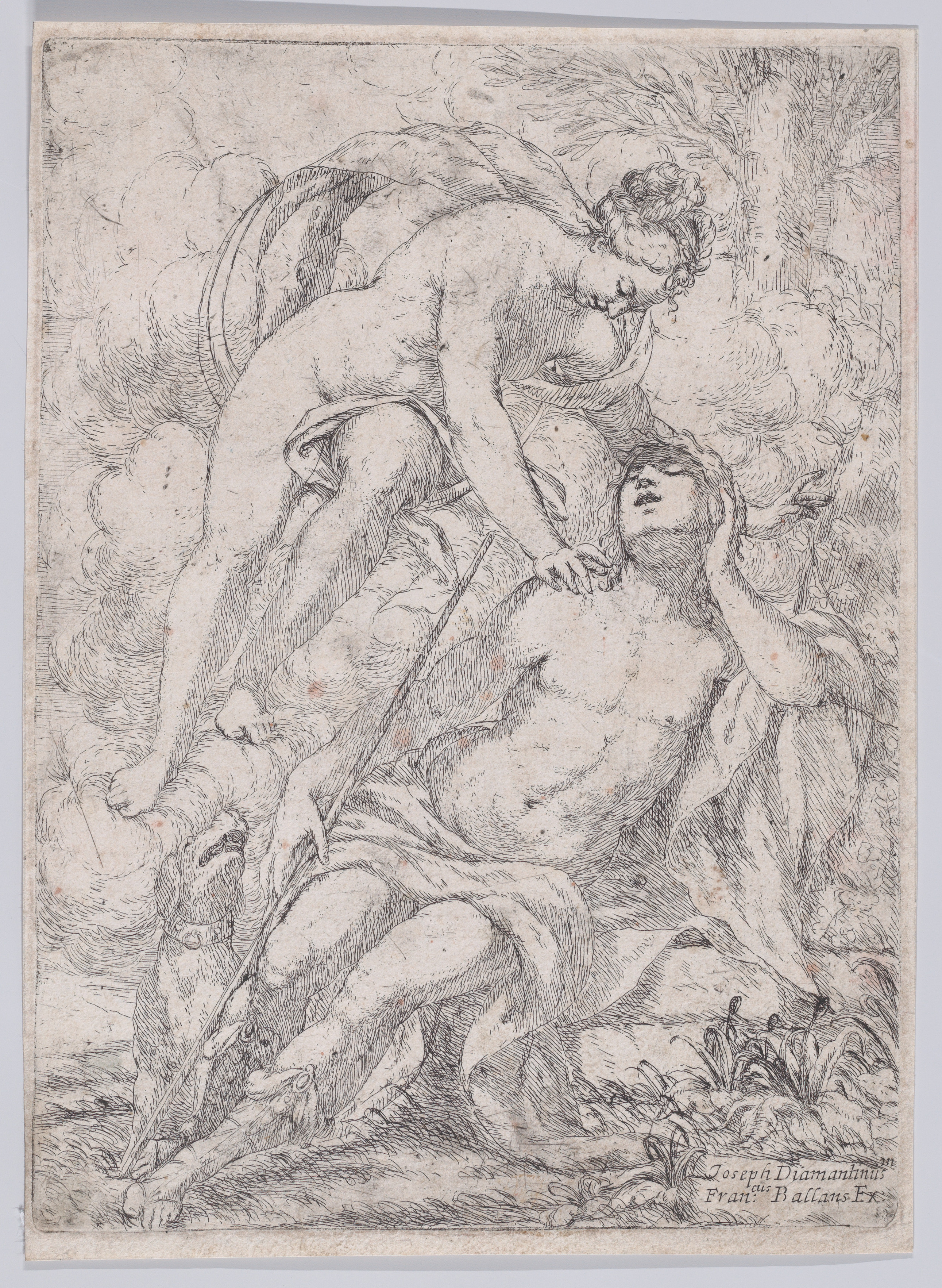
Венера и Вакх
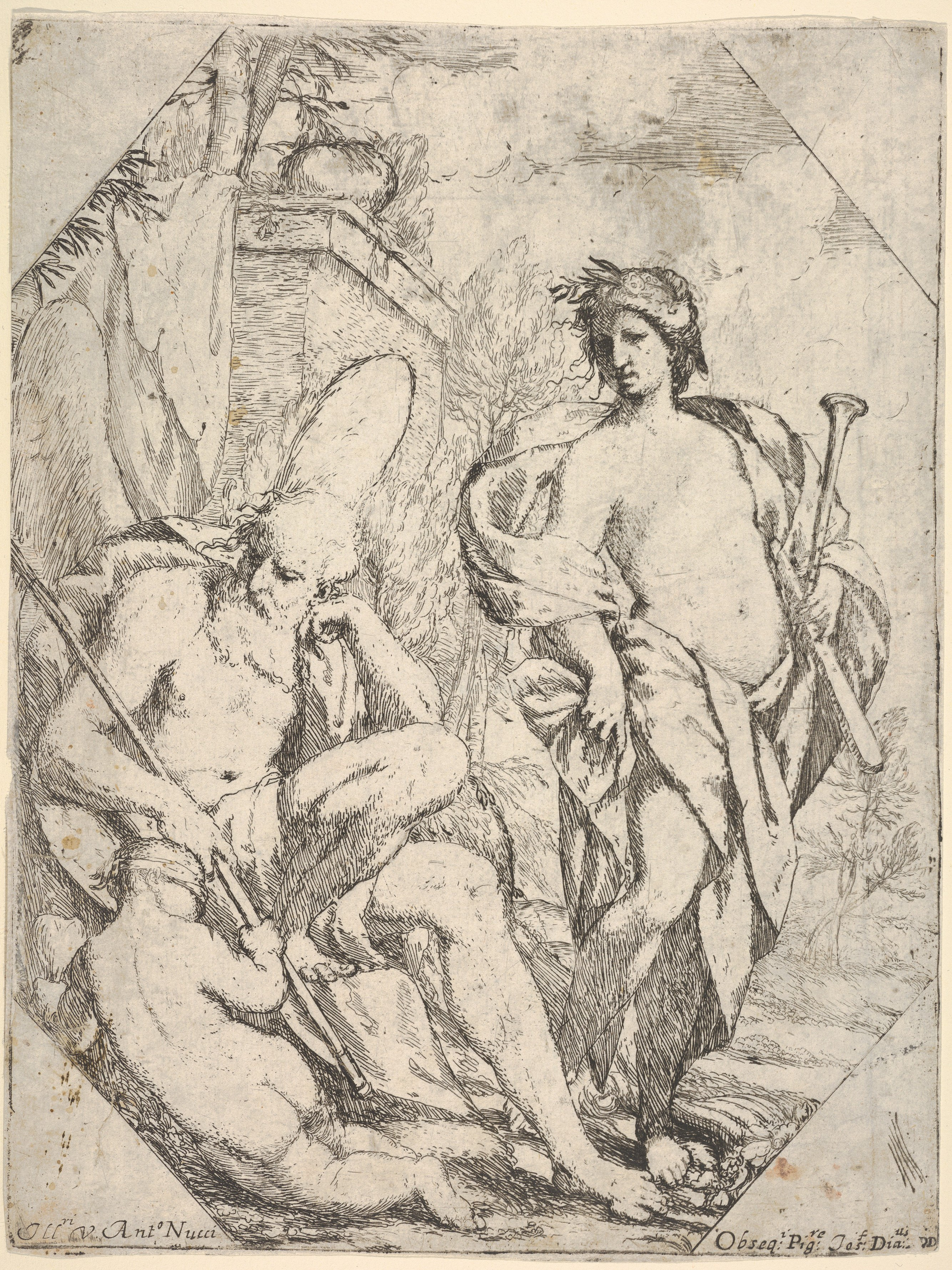
Сатурн, эрот и женщина
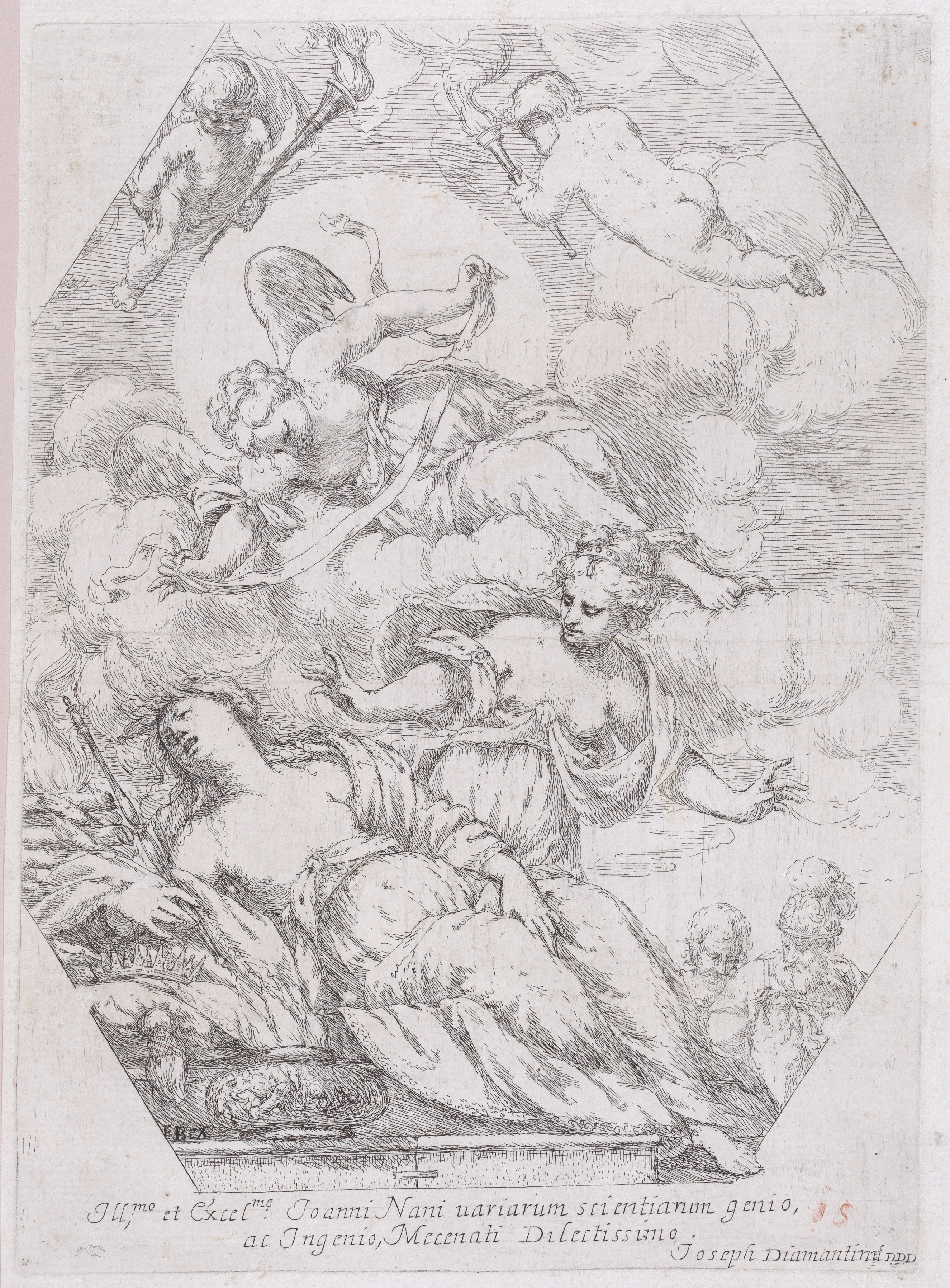
Дидона на погребальном костре